# Afacerea Škoda
Afacerea Škoda este denumirea sub care presa a adus la cunoștința opiniei publice unul din cele mai celebre procese din România perioadei interbelice, privind o afacere în care escrocheria și corupția au atins culmi inimaginabile, în dauna Statului român și a contribuabilului de rând.
Afacerea Škoda s-a constituit în contextul comenzilor militare făcute de România în străinătate, în vederea dotării armatei, prilej folosit de unii politicieni români să accepte, fără scrupule, umflarea prețurilor, în folosul lor personal, subminând astfel interesele țării.

## Împrejurările
Pe la sfârșitul anului 1922, un anume Bruno Seletzky a venit în România în calitate de șef al reprezentanței uzinelor Škoda. În această calitate, Seletzky a fost invitat de mai multe ori de autoritățile militare să viziteze Depozitul de armament și Arsenalul armatei, în vederea discutării posibilităților de modernizare a vechiului armament, care era în dotarea armatei române. Cu acest prilej a avut posibilitatea să afle o serie de secrete militare privitoare la înzestrarea armatei române. Fiind la curent cu toate demersurile ce se făceau pentru satisfacerea nevoilor militare ale României, el a acționat pentru crearea unui monopol în favoarea Uzinelor Škoda, împiedicând concurarea acesteia, fie de către firme românești importante, fie de firme din străinătate.
Pentru a-și putea desfășura netulburat tranzacțiile, Seletzky a apelat la relațiile pe care și le făcuse în rândul multor ofițeri superiori și a unor persoane influente. În felul acesta, a putut să continue și activitatea de spionaj militar.
Prin activitatea sa, statul român a încheiat în anii 1922, 1927, 1929 și 1930 mai multe contracte cu uzinele Škoda. Pentru a obține aceste contracte, Seletzky a oferit comisioane importante nu numai funcționarilor și tehnicienilor, civili și militari, ce aveau sarcina să urmărească derularea contractelor încheiate cu uzinele Škoda, ci și mai multor persoane care ocupau funcții importante în aparatul de stat sau în organele de conducere ale unor partide politice.

## Marea afacere Škoda
În luna mai 1929, Seletzky a prezentat oferta uzinelor Škoda pentru furnizarea de armament statului român. Primul ministru Iuliu Maniu și ministrul apărării naționale, generalul Henri Cihoski, împreună cu o serie de ofițeri superiori de specialitate, au discutat oferta și au decis să comande la uzinele Škoda o parte din munițiile și armamentul necesare înzestrării țării. Separat, piesele de artilerie grea, urmau să fie comandate în Franța. În urma unor atenții consistente, Seletzky a reușit ca delegația de experți militari, care fusese trimisă în Franța, să comunice conducerii Ministerului Apărării Naționale informația falsă că tunurile fabricate la uzinele franceze “Schneider” erau cu circa 60.000 dolari mai scumpe decât cele oferite de Škoda”.
Ca urmare a acestor „informații”, la data de 17 martie 1930 Ministerul Apărării Naționale a încheiat cu uzinele Škoda un contract de furnizare de muniții și armamente, inclusiv artilerie grea, ce cuprindea 111 baterii de tunuri de 75 mm, și obuziere de 100 mm și 150 mm, în valoare de peste 5 miliarde lei, fără a se cere și avizul Direcției armamentului, Comitetului materialului, Direcției tehnice și Consiliului superior al armatei.
Spre sfârșitul anului 1931, au avut loc trageri experimentale cu tunurile fabricate la uzinele Škoda. Generalul Vasile Rudeanu⁠(d), reprezentantul trimis de noul ministru al apărării naționale Constantin Ștefănescu Amza, a constatat că “tunurile nu corespund necesității armatei”. Consiliul superior al armatei a hotărât sistarea comenzii, decomandarea tunurilor de câmp și a cerut înlăturarea lui Seletzky din conducerea reprezentanței Skoda.
Datorită acestor ilegalități, a fost numită o comisie de anchetă care a constatat faptul că acest contract a fost încheiat după un proiect elaborat de Seletzky și acceptat integral de ministrul apărării naționale, generalul Cihoski, care l-a semnat fără a-i face vreo modificare. Comparând prețurile cu cele dintr-un contract similar încheiat de Škoda cu Iugoslavia, comisia a stabilit că prețurile pentru produsele Škoda livrate României erau cu 18-25% mai ridicate, diferența fiind însușită de Seletzky. Prejudiciul adus statului român doar prin acest contract a fost estimat la 900 milioane lei, fără a lua în calcul celelalte contracte, încheiate în anii 1922 – 1925, în care statul român a fost de asemenea dezavantajat. După calculele specialiștilor, comisioanele primite de cei care, sub o formă sau alta, au facilitat acest contract, au totalizat 19.219.335 de lei.
În plus, s-a constatat că mai bine de o treime din contract ar fi putut fi repartizat unor firme autohtone cu profil industrial precum Uzinele Reșița, Uzinele Malaxa, Uzinele Vulcan, Copșa-Mică, Uzinele Cugir, Astra și Romloc.
Interesant de știut că în 1938 Bruno Seletzky a avut suficienți bani pentru a prelua firma J. & C. A. Schneider, din Frankfurt am Main, la prețul de 4 milioane Reichsmark (RM), care fusese confiscată de naziști de la proprietarul său evreu, în cadrul programului de „arianizare”. Naziștii au stabilit prețul de 4 milioane RM, deși înainte valoarea firmei era estimată la 15 milioane Reichsmark.

## Urmările politice
La 10 martie 1933, împotriva lui Iuliu Maniu s-a declanșat o uriașă campanie mediatică, în legătură cu afacerea Škoda. El era acuzat că, în timpul guvernării sale, a fost semnat contractul de la 17 martie 1930, cu firma cehoslovacă Skoda, în condiții total dezavantajoase pentru statul român, în schimbul unor comisioane substanțiale, obținute de cei care l-au negociat și care ar fi avut girul lui Maniu. Liderul național-țărănist a negat categoric o asemenea acuzație, dar guvernul Alexandru Vaida-Voievod a procedat la cenzurarea discursurilor sale, în care o ataca pe Elena Lupescu și camarila regală, care ar fi pus la cale această blasfemie. Ca urmare a situației create, Maniu a demisionat, la 2 aprilie 1933, din funcția de președinte al Partidului Național-Țărănesc, funcție în care a fost ales, la 6 mai, Alexandru Vaida-Voievod.

## Din presa străină
Ziarul german „Krefelder Zeitung” din 3 aprilie 1933, relata despre sinuciderea generalului Sică Popescu, comandantul Corpului I Armată din Craiova, care în 1930 era secretar general al ministrului de război în momentul când s-a încheiat contractul cu uzinele Škoda. Ziarul afirma că printre documentele confiscate de la Seletzky s-a găsit și o scrisoare pe care șeful de divizie din Ministerul de Război, generalul Popescu, i-o trimisese lui Seletzky din ordinul șefului său, ministrul de război și semnatarul contractului cu Škoda. În această scrisoare se spune că „cele 300 milioane lei s-au plătit între timp și că prin urmare nu se mai opune nimic la iscălirea contractului”. Cele 300 milioane lei reprezentau condiția pusă de Guvernul Român, ca firma Škoda să subscrie acțiuni în valoare de 300 milioane lei la instituția de stat „Creditul Agricol”, pentru a fi acceptat contractul de livrare de arme.

## După stingerea scandalului

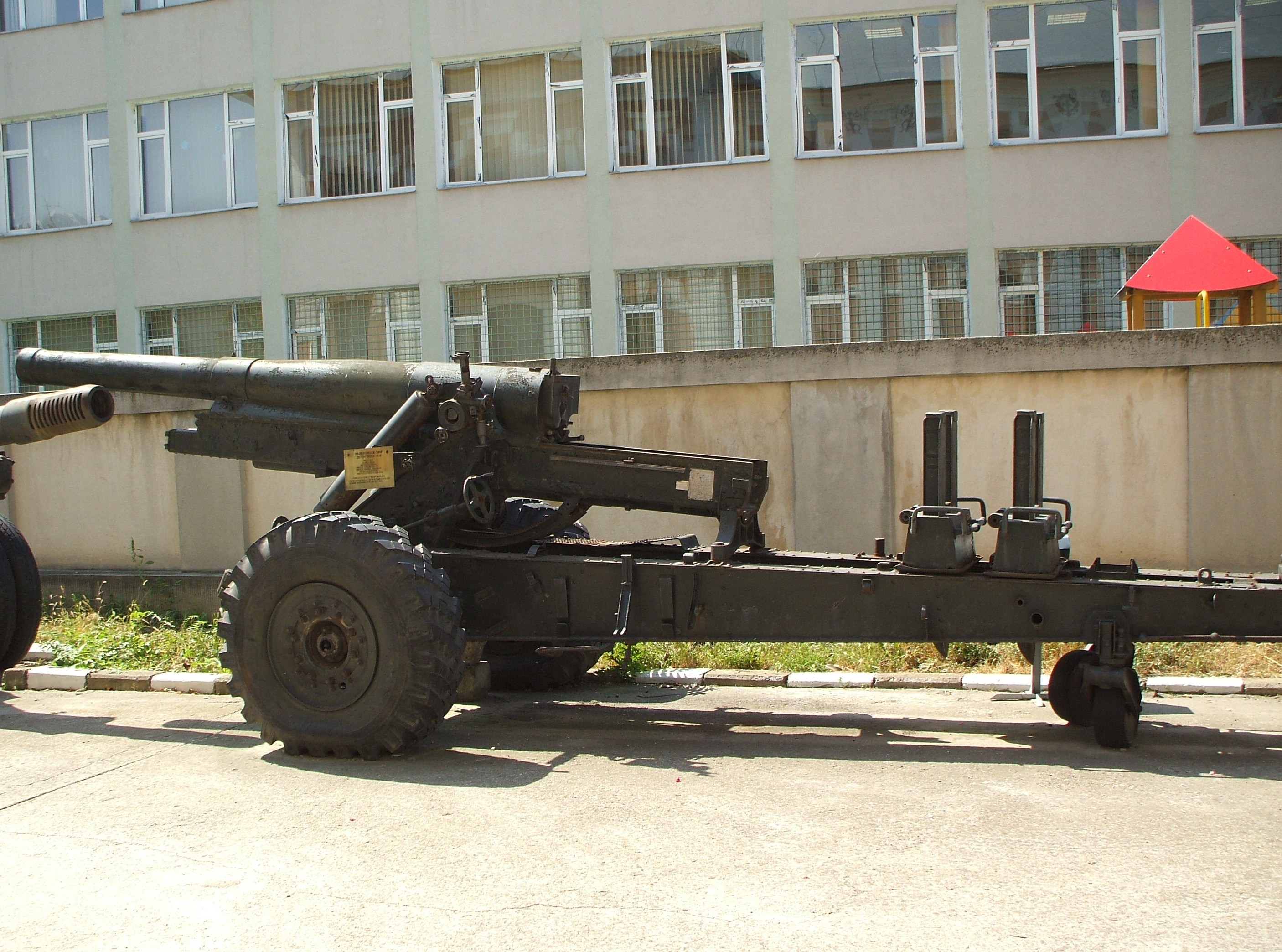
Obuzier Škoda model 1934 cal. 150 mm expus la Muzeul Militar Național

În iulie 1934, primul guvern neo-liberal al lui Gheorghe Tătărescu (5 ianuarie 1934 – 1 octombrie 1934) a reluat negocierile și a acceptat executarea contractului inițial cu Uzinele Škoda, de la care a obținut totuși o reducere a costurilor de 15%.
Ziarul Adevărul din 11 iulie 1934 concluziona: 
Nici o afacere din câte cunoaște cronica scandalurilor politice de la noi nu a produs atâta vâlvă și nu a dat atâtea pagini de senzațional ca afacerea Škoda.
În 1935, noul contract a fost semnat cu Uzinele Škoda în urma căruia s-au cumpărat 62 baterii de obuziere calibrul 100 mm Škoda model 1930/34⁠(en)[traduceți] (total 248 obuziere) și 45 baterii de obuziere calibrul 150 mm Škoda model 1934⁠(en)[traduceți] (total 180 obuziere). Contractul a inclus și licențele de fabricare a obuzierelor și muniției în uzinele românești. În urma afacerii, s-a decis ca tunurile de 75 mm să nu mai fie cumpărate, în schimb tunurile rusești Putilov model 1902 calibru 75 mm au fost modernizate la Uzinele Reșița.

## Vezi și
- Corupția în Armata Română